# Eraserhead
Eraserhead je ameriška eksperimentalna grozljivka iz leta 1977, ki jo je režiral, zanjo napisal scenarij, jo produciral in montiral David Lynch. Napisal je tudi glasbeno podlago in montiral zvok, pri čemer je sodeloval z večjim številom glasbenikov. Film je posnet v črno-beli tehniki in je Lynchev celovečerni prvenec, pred tem je posnel več kratkih filmov. V glavnih vlogah nastopajo  Jack Nance, Charlotte Stewart, Jeanne Bates, Judith Anna Roberts, Laurel Near in Jack Fisk. Zgodba prikazuje moškega, ki je prisiljen v skrb za močno deformiranega otroka v pusti industrijski pokrajini. 
Posnet je bil ob koprodukciji Ameriškega filmskega inštituta (AFI) v času, ko je Lynch študiral tam. Zaradi težav s financiranjem je glavno snemanje potekalo več let, donacije Fiska in njegove žene Sissy Spacek sta projekt obdržala pri življenju. Snemanje je potekalo na več kalifornijskih prizoriščih v lasti AFI, tudi Dvorcu Greystone in zapuščenih konjušnicah, v katerih je Lynch tudi živel. Zvočni oblikovalec Alan Splet in Lynch sta leto dni ustvarjala glasbeno podlago, za katero je orgle odigral Fats Waller, vsebuje pa tudi pesem »In Heaven«, ki jo je za film napisal Peter Ivers.
Premierno je bil prikazan 19. marca 1977 pred majhnim občinstvom in tudi ni vzbudil pozornosti javnosti ali medijev. Sčasoma je pridobil na priljubljenosti ob več daljših obdobjih predvajanja kot polnočni film. Nadrealistične podobe in spolne podtone so kritiki označili za najpomembnejše elemente filma ob dovršeni montaži zvoka. Leta 2004 ga je ameriška Kongresna knjižnica izbrala za ohranitev v okviru Narodnega filmskega registra zavoljo njegove »kulturne, zgodovinske ali estetske vrednosti«.

## Vloge
- Jack Nance kot Henry Spencer
- Charlotte Stewart kot Mary X
- Allen Joseph kot g. X
- Jeanne Bates kot ga. X
- Judith Anna Roberts kot dekle z druge strani hodnika
- Laurel Near kot dama v hladilniku
- Jack Fisk kot moški v planetu
- Darwin Joston kot Paul